# Pont Armando-Emilio-Guebuza
Le pont Armando-Emilio-Guebuza est un pont du Mozambique qui franchit le fleuve Zambèze. Il relie les provinces de Sofala et de Zambèze,. Il porte le nom d'Armando Guebuza, qui fut président du Mozambique du 2 février 2005 au 15 janvier 2015.

## Galerie

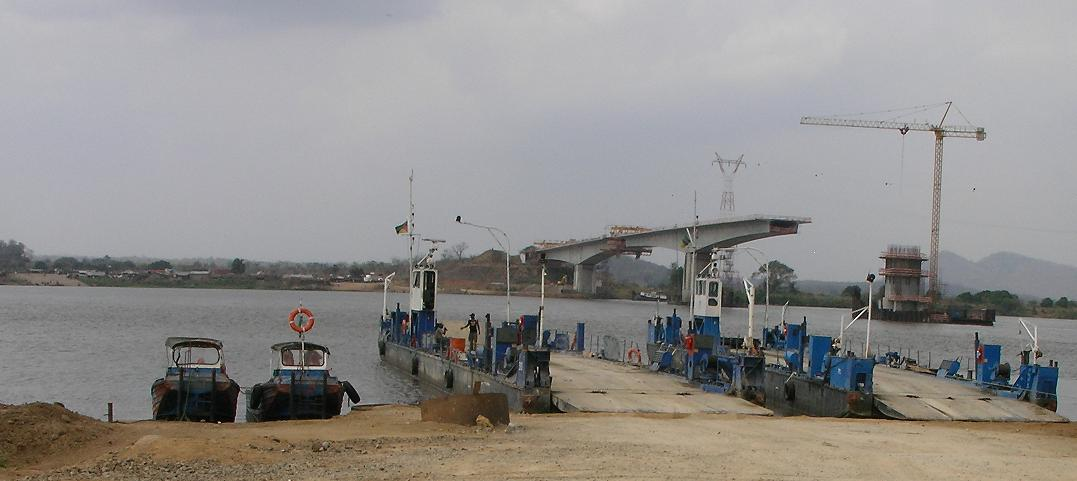
Construction
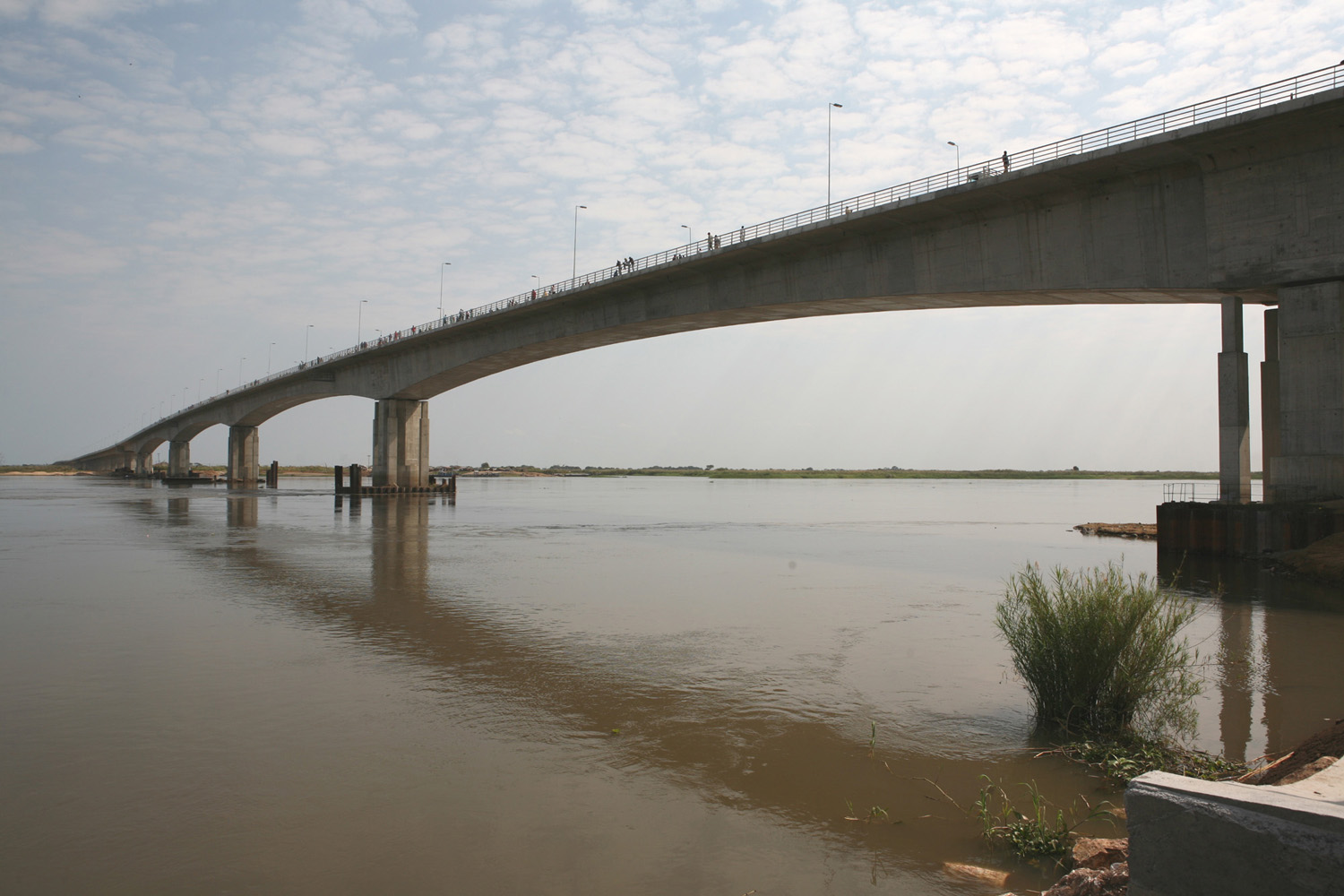
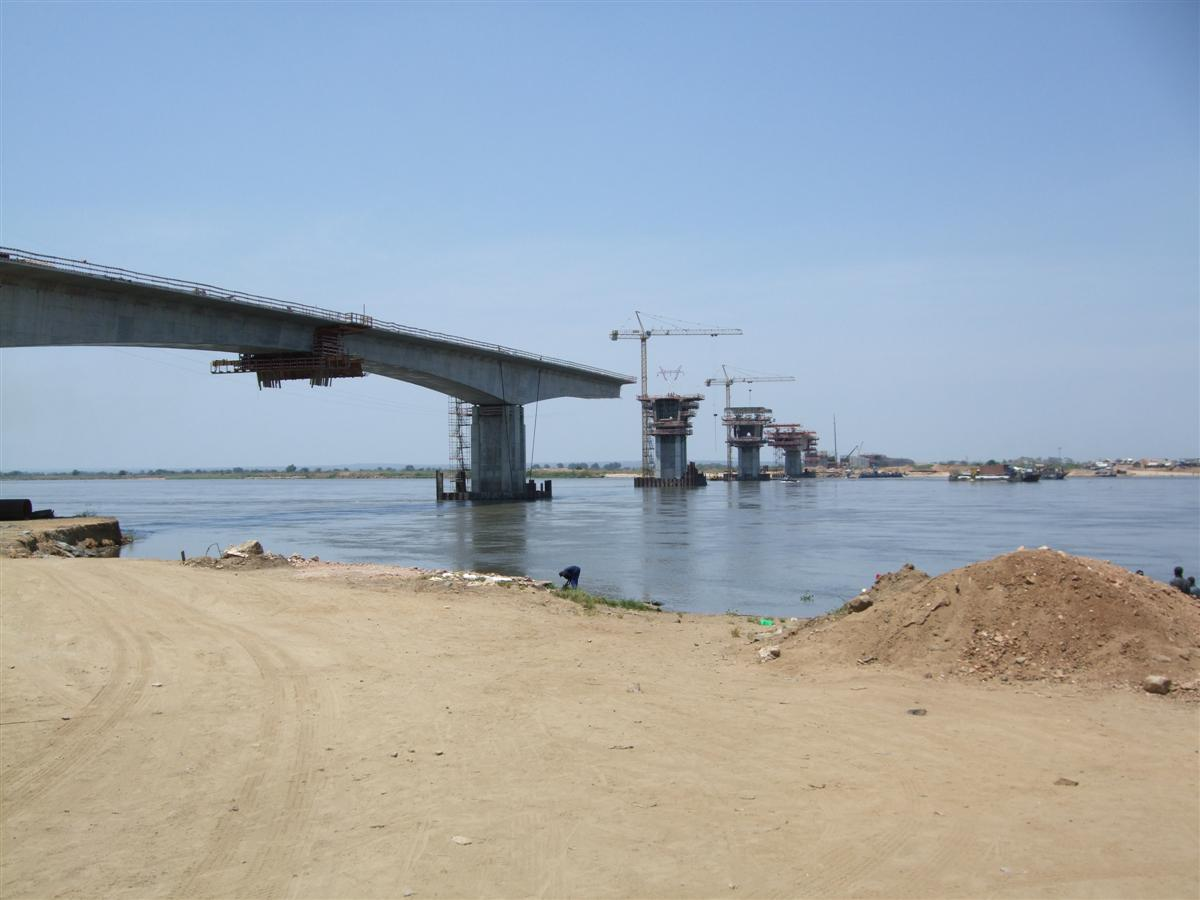